# Синдром Мендельсона
Синдром Мендельсона (кислотно-аспирационный пневмонит) — патологическое состояние, возникающее на фоне угнетения гортанно-глоточного рефлекса. Заключается в попадании кислого желудочного содержимого (содержащего соляную кислоту) в нижние дыхательные пути, в результате чего развивается воспалительная реакция, вызванная ожогом слизистой. Тяжесть ожога определяется pH желудочного сока и его количеством.
Выделяют два типа тяжелого бронхо-обструктивного синдрома, вызываемого при синдроме Мендельсона:
- астматический
- обструктивный